# El ojo que espía
El ojo que espía es una película argentina de 1966, dirigida por Leopoldo Torre Nilsson y protagonizada por Janet Margolin, Stathis Giallelis, Lautaro Murúa y Leonardo Favio. Estrenada en Buenos Aires el 1 de septiembre de 1966. Ganadora de seis premios, entre ellos el Cóndor de Plata de 1967 al mejor director. La película tuvo el título alternativo de El ojo de la cerradura.

## Actores
- Janet Margolin (Inés)
- Stathis Giallelis (Martín Casal)
- Lautaro Murúa (Hernán Ramallo)
- Leonardo Favio (Santos)
- Nelly Meden (Lola)
- Ignacio de Soroa
- Helena Cortesina
- Marilina Ross (Novia de Martín)
- Miguel Ligero
- Jorge Barreiro
- Oscar Pedemonti
- Antonio Martiánez
- Amadeo Sáenz Valiente
- Carlos Luzietti
- Juan Valunas
- Sergio Vanders (Legarace)
- Oscar Caballero
- Olga O'Farrell
- Eugenio Marcot
- José Levantini
- Luis Henneman
- Jacques Arndt
- Cipe Lincovsky
- Miguel Caiazzo
- Enrique Liporace
- Linda Peretz
- Enrique San Miguel
- Orlando Bor
- Paquita Barreta
- Virginia Ameztoy
- Felice D'Amore
- Marina de Gregorio
- Pedro del Río
- Héctor Pellegrini (Doblaje de Stathis Giallelis)
- Adriana Bianco (Doblaje de Janet Margolin)
- Gilberto Rey
- Franco Balestrieri

## Premios
- Premios Cóndor de Plata (1967): mejor director, mejor libro original (Beatriz Guido), mejor actor de reparto (Miguel Ligero), mejor fotografía en blanco y negro (Alberto Etchebehere), mejor escenografía (Oscar Lagomarsino).